# Arent Arentsz
Arent Arentsz, anche noto come Cabel (1585 – agosto 1631), è stato un pittore fiammingo.

## Biografia e produzione artistica
Attivo soprattutto ad Amsterdam, era seguace di Hendrick Avercamp e autore principalmente di paesaggi, caratterizzati dalla presenza di popolani, spesso pescatori.
Sue opere figurano nelle collezioni della National Gallery di Londra e del Rijksmuseum di Amsterdam.

## Opere
- Pescatori vicino al castello di Muiden, Londra, National Gallery, 1630 circa.